# Альбрехт, Альвин-Бродер
Альвин-Бродер Альбрехт (нем. Alwin-Broder Albrecht; 18 сентября 1903, Санкт-Петер-Ординг, Шлезвиг-Гольштейн — 1 мая 1945, Берлин, Свободное государство Пруссия) — немецкий военно-морской офицер, один из адъютантов Адольфа Гитлера.

## Биография
30 марта 1922 поступил на службу в Рейхсмарине, занимал различные командные должности. Корветтенкапитан (1 ноября 1937). После перевода офицера связи ВМФ при Гитлере фон Путткамера на новое место службы 3 июля 1938 был назначен на его место в ставке Гитлера. 30 июня 1939 адмирал Редер предложил Альбрехту пост военно-морского атташе в Токио, либо покинуть ВМФ из-за «нежелательного» бракосочетания в начале года. Гитлер был против этого и 1 июля присвоил Альбрехту звание оберфюрера НСКК, назначив своим личным адъютантом. Работая под началом рейхсляйтера Боулера в Личной канцелярии фюрера, занимался личной перепиской Гитлера, а также вопросами строительства и ремонта Имперской канцелярии.
1 мая 1945 пропал без вести: последний раз его видели в Рейхсканцелярии с пулеметом наперевес; предположительно, совершил самоубийство.
Являлся сводным братом штандартенфюрера СС Вильгельма Цандера — адъютанта Мартина Бормана.